# Карташёв, Василий Фёдорович
Василий Фёдорович Карташёв — советский хозяйственный, государственный и политический деятель, Герой Социалистического Труда.

## Биография
Родился в 1922 году в деревне Красиловка (ныне — в Ефремовском районе Тульской области). Член КПСС.
С 1939 года — на хозяйственной, общественной и политической работе. В 1939—1982 гг. — на заводе синтетического каучука СК-3 в городе Ефремов, участник Великой Отечественной войны и войны с Японией, слесарь завода № 686/Московского прожекторного завода Министерства электротехнической промышленности СССР, автор рационализаторских предложений.
Указом Президиума Верховного Совета СССР от 29 августа 1969 года присвоено звание Героя Социалистического Труда с вручением ордена Ленина и золотой медали «Серп и Молот».
Избирался депутатом Верховного Совета РСФСР 9-го созыва.
Умер в Москве в 2001 году.